# 2070
2070 هي سنة قادمة في التقويم الميلادي ستكون سنة بسيطة تبدأ يوم الأربعاء وهي السنة 70 من الألفية الميلادية الثالثة وسنة من سنوات القرن الحادي والعشرين.